# Wierling
Een Wierling (Engels: Grindylow) is een wezen uit de Harry Potter-boekenreeks van de Britse schrijfster J.K. Rowling.
Wierlingen komen voor in het 4e boek van J.K. Rowling bij het Toverschool Toernooi, in de Tweede Opdracht in het Grote Meer. Tevens komen ze voor in het 3e boek [De gevangene van Azkaban], op het moment dat Harry niet mee is gegaan naar Zweinsveld en professor Lupos hem een waterdier in een groot aquarium toont. Het zijn wezens met tentakels die voortleven in het Grote Meer. Ze lijken wat op octopussen en leven meestal in groepen. Wierlingen vallen meestal snel aan met de groep. Om van ze af te komen moet men een spreuk zoals Paralitis of Rictusempra gebruiken; een sterke optaterspreuk houdt ze op afstand.

## Folklore
De Grindylow is niet bedacht door Rowling; het wezen stamt uit de Engelse folklore van met name Yorkshire en Lancashire.  Kleine kinderen wordt verteld dat ze moeten oppassen bij poelen, moerassen en vijvers: als ze te dichtbij komen worden ze gegrepen door de Grindylow die ze verdrinkt.  Het wezen dient zo als boeman om kinderen op veilige afstand van water te houden.
De naam Grindylow stemt vermoedelijk van het monster Grendel uit de Beowulf-legende.